# Cal Borra (Berga)
Cal Borra és una masia de Berga inclosa a l'Inventari del Patrimoni Arquitectònic de Catalunya.

## Descripció
Casa de pagès situada prop de la població, entre feixes de conreu al peu d'un serrat. És de petites dimensions, de planta quadrada i coberta a dues aigües amb teula àrab. Està estructurada en planta baixa, pis i golfes. A la planta baixa hi ha diverses entrades. Destaca la galeria d'arcs de mig punt del primer pis. L'edifici és rematat per tres òculs petits a l'altura de les golfes.